# Карганрудское ханство
Карганрудское ханство (перс: خانات کرگان‌رود, Khānāt-e Kargānrūd) —  было крупнейшей частью южного Талыша.

## История
Потомки Мир Мустафы-хана утверждали, что династия Карганрудов произошла от некоего Мирахура (Конюший), служившего Мир-Мустафе-хану. По другой версии, ханы Карганруда вели свое происхождение от Ашик Харазура, имевшем грузинское или армянское происхождение. Они утверждали, что их предки контролировали район с 15 века.
После русско-иранской войны, чтобы ослабить власть Мир Мустафы-хана, Фатх Али Шах разделил персидский Талыш и распределил его между пятью местными семьями (Карганруд, Асалем, Талеш-Дулаб, Шандармин и Масал), создав таким образом Хамсе из Талыша. Он дал каждому из них ханов, и всем им было поручено защищать границу от вторжений Мир Мустафа-хана. Они были переданы под управление Гилана вместо Азербайджана, ханы Карганруда и Асалема опасались конфликта с ханами Намина.
Х. Л. Рабино дает следующую характеристику ханам Карганруда:
«Последняя история ханов Карганруда — это история убийств, грабежей и угнетения. Братоубийство было обычным явлением среди них, и еще 50 лет назад немногие из них умерли естественной смертью».
Во время визита Джеймса Фрейзера в этот регион в 1822 году Бала-хан был правителем Карганруда. Он правил до 1848 года, когда был убит своим племянником. Его заменил сын Бала-хана, Фараджолла-хан Сартип. Фараджолла Хан Сартип правил с 1848 по 1865 год, когда он был убит своим братом. Шах приговорил убийцу и четырех его братьев к смертной казни, и Хабибулла-хан сменил своего отца на посту хана. В 1867–1868 годах Хабибуллу-хана сменил Носратолла-хан Амид ас-Солтане, также известный под своим почетным титулом Сардар Амджад. Сардар Амджад построил два огромных дворца: один в Рике, а другой в Ак-Эвларе. Это были хорошо построенные кирпичные кладки с двумя этажами, полукруглыми арками и окнами.
Ханы Карганруда негативно отреагировали на персидскую конституционную революцию. Сын Сардара Амджада, Арфа аль-Солтане, крупный землевладелец, притеснял тех, кто поддерживал конституционалистов. Он арестовал многих крестьян, в том числе женщин и маленьких детей, которые поддержали движение, и конфисковал их имущество, заявив: «Любому, кто говорит об анжуманах и конституции, зашьют рот».
Летом 1906 года многие люди жаловались на притеснения анджомцу из Анзали. Члены анджомана посетили Карганруд, чтобы проверить свои утверждения. Вскоре после их визита Арфа аль-Солтане начала преследовать крестьянство. Однако люди дали отпор и восстали против Арфа аль-Солтане и Сардара Амджада, сожгли их имущество и заставили их бежать, взяв под свой контроль район к лету 1907 года. Хасан Али Хан, правительственный чиновник, посланный для подавления восстания, заявил, что в результате конфликта погибло от 50 до 60 человек, а бюро россиянина Степана Лианозова было разграблено. Великолепные дворцы, построенные Сардаром Амджадом, были разрушены в процессе и оставались разрушенными до правления Мохаммада Реза-шаха.
В сентябре 1908 года Сардар Амджад и губернатор Гилана Сардар Афхам предприняли попытку отвоевать Талыш силами 1000 пехотинцев и кавалеристов, а также 2 пушек. Солдаты страдали от низкого морального духа и после шестинедельных военных действий были полностью отброшены местными жителями с помощью партизанской войны. После один из солдатов заметил: «Мы никого не видели, но на нас пролилась сотня пуль».
В феврале 1909 года Решт был оккупирован, в результате чего был убит Сардар Афхам, и этот импульс в конечном итоге привел к падению Тегерана в июле 1909 года. Протесты населения продолжались до тех пор, пока российские войска не оккупировали Гилян в декабре 1911 года и российский консул Некрасов В. И. угрожал еще большими разрушениями, если они не прекратят забастовку. В 1912 году при поддержке русских Арфа ас-Солтане смог вернуться в Карганруд и восстановил свою власть, а местных жителей заставляли отдавать налоги через российское представительство.